# Operclipygus ignifer
Operclipygus ignifer (лат.) — вид мелких жуков-карапузиков из подсемейства Histerinae, (Exosternini). Южная Америка (Боливия, Перу, Эквадор).

## Описание
Длина 1,87—1,93 мм, ширина 1,44—1,62 мм. Цвет красновато-коричневый. От близких видов отличается следующими признаками: латеральные пронотальные пунктуры многочисленные (>20) и крупные; тело крупнее (~2,5 мм); простернальные килевые полосы объединены заднестернальным швом, киль отчётливо сужен кпереди. Вид был впервые описан в 2013 году энтомологами Майклом Катерино (Michael S. Caterino) и Алексеем Тищечкиным (Santa Barbara Museum of Natural History, Санта-Барбара, США). Вид O. ignifer был отнесён к группе видов Operclipygus hospes, близок к видам Operclipygus praecinctus и Operclipygus hospes.